# Volker Spierling
Volker Spierling (Francoforte sul Meno, 16 aprile 1947) è un filosofo e scrittore tedesco.

## Biografia
Dopo l'apprendistato come tipografo presso Max Waibel di Francoforte nel 1965, ha studiato filosofia, pedagogia, psicologia e sociologia a Francoforte, Marburgo e Monaco. Ha completato questi studi nel 1977 con un dottorato in filosofia sotto la supervisione di Ernesto Grassi e nel 1981 con un master in scienze dell'educazione.
Ha assunto diversi incarichi di insegnamento e nel 1978 ha fondato il suo seminario di filosofia, che si rivolge a un ampio pubblico interessato alla materia. In oltre 40 anni di insegnamento, ha tenuto corsi di filosofia anche in Italia e in Francia. 
La sua attività si è concentrata sulla storia della filosofia e sulla filosofia di Arthur Schopenhauer, pubblicando anche opere nel campo dell'arte. Vive a Tubinga.

## Pensiero
Spierling vede una "rivoluzione copernicana" nella filosofia di Schopenhauer e descrive la dialettica di un modello epistemologico aperto che porta ad evitare affermazioni metafisiche ultime e a favorire una metafisica dalle fonti empiriche della conoscenza. 
Questo modello è alla base dell'epistemologia di Schopenhauer, della sua metafisica della volontà e della sua etica della compassione e può dare un contributo importante all'attuale dibattito filosofico-scientifico.

## Opere

### Come autore di libri
- Schopenhauers transzendentalidealistisches Selbstmißverständnis. Prolegomena zu einer vergessenen Dialektik, philosophische Dissertation, München 1977.
- Arthur Schopenhauer. Philosophie als Kunst und Erkenntnis. Frankfurter Verlagsanstalt, Frankfurt 1994, ISBN 3-627-10240-1, auch als Taschenbuchausgabe unter dem Titel Arthur Schopenhauer. Eine Einführung in Leben und Werk, Reclam Verlag, Leipzig 1998, ISBN 3-379-01626-8.
- Kleine Geschichte der Philosophie. Große Denker von der Antike bis zur Gegenwart, erweiterte Neuausgabe Piper Verlag, München/Zürich 2004, ISBN 3-492-04652-5, auch als Taschenbuchausgabe, 7. Aufl. 2021, ISBN 978-3-492-24628-6 (Koreanische Übersetzung, Jaeum & Moeum Publishing Co., Seoul 2. Aufl. 2013, ISBN 978-89-5707-735-1).
- Kleines Schopenhauer-Lexikon, Reclam Verlag, Stuttgart, 2. Aufl. 2010, ISBN 978-3-15-020192-3 (Französische Übersetzung, Éditions du Rocher, Monaco 2004, ISBN 2-268-05086-6).
- Ungeheuer ist der Mensch. Eine Geschichte der Ethik von Sokrates bis Adorno, C.H.Beck Verlag, München 2017, ISBN 978-3-406-70418-5. (Spanische Übersetzung, „Nada es más asombroso que el hombre“ Una historia de la ética desde Sócrates hasta Adorno, Traducción de Luis Fernando Moreno Claros, Acantilado, Barcelona 2024, ISBN 978-84-19036-45-2).
- Arthur Schopenhauer zur Einführung, 5., ergänzte Auflage, Junius Verlag, Hamburg 2024, ISBN 978-3-88506-631-6 (Spanische Übersetzung, Herder Editorial SL., Barcelona 2010, ISBN 978-84-254-2700-8).

### Come curatore
- Schopenhauer im Denken der Gegenwart. 23 Beiträge zu seiner Aktualität, Piper Verlag, München/Zürich 1987, ISBN 3-492-03131-5.
- Arthur Schopenhauer, Philosophische Vorlesungen. Aus dem handschriftlichen Nachlass, hrsg. und eingel. von Volker Spierling nach der Ausgabe von Franz Mockrauer von 1913. 4 Bde., Piper Verlag, München/Zürich, 2. Aufl. 1987–1990 (Bd. 1: Theorie des gesammten Vorstellens, Denkens und Erkennens; Bd. 2: Metaphysik der Natur; Bd. 3: Metaphysik des Schönen; Bd. 4: Metaphysik der Sitten), ISBN 3-492-09012-5.
- Die Philosophie des 20. Jahrhunderts. Ein Lesebuch, Piper Verlag, München/Zürich, 5. Aufl. 1997, ISBN 978-3-492-20547-4.
- Materialien zu Schopenhauers »Die Welt als Wille und Vorstellung«, Suhrkamp Verlag, Frankfurt am Main, 2. Aufl. 2016, ISBN 3-518-28044-9.

### Saggi
- Skeptische Pädagogik. In: Zeit der Ernte, Studien zum Stand der Schopenhauer-Forschung, Festschrift für Arthur Hübscher zum 85. Geburtstag, hrsg. von Wolfgang Schirmacher, Frommann-Holzboog Verlag, Stuttgart-Bad Cannstatt 1982, ISBN 3-7728-0833-6.
- Schopenhauers furchtbare Wahrheit. In: Volker Spierling (Hrsg.), Schopenhauer im Denken der Gegenwart. 23 Beiträge zu seiner Aktualität, Piper Verlag, München/Zürich 1987, ISBN 3-492-03131-5.
- El pesimismo de Schopenhauer como jeroglífico. In: Anales del Seminario de Metafísica, Editorial Universidad Complutense, Número 23, Madrid 1989, ISSN 0580-8650 (WC · ACNP).

- El pesimismo de Schopenhauer: sobre la diferencia entre voluntad y cosa en sí. In: Revista de Filosofía, Editorial Universidad Complutense, Número 2, Madrid 1989, ISSN 0214-4921 (WC · ACNP).
- La rivoluzione copernicana di Schopenhauer. In: Schopenhauer ieri e oggi, hrsg. von Alfredo Marini, Genua 1991, ISBN 88-7018-123-5,
- La provocación cosmológica de Schopenhauer. In: Anales del Seminario de Metafísica, Conocimiento y Racionalidad, Homenaje al profesor Sergio Rábade Romeo, Editorial Universidad Complutense, NÚmero Extra, Madrid 1992, ISSN 0580-8650 (WC · ACNP).
- Nietzsche y Schopenhauer: una comparación. In: Enrahonar Nr. 25, Universitat Autònoma de Barcelona 1996, ISSN 0211-402X (WC · ACNP).
- Interview mit Schopenhauer. Eine fiktive Momentaufnahme. In: IV. Jahrbuch für Lebensphilosophie 2008/2009, hrsg. von Robert Josef Kozljanič, München 2008, ISBN 978-3-937656-09-0.
- Die Drehwende der Moderne. Schopenhauer zwischen Skeptizismus und Dogmatismus. In: Volker Spierling (Hrsg.), Materialien zu Schopenhauers »Die Welt als Wille und Vorstellung«, Suhrkamp Verlag, Frankfurt am Main, 2. Aufl. 2016, ISBN 3-518-28044-9.

### Opere filosofico-artistiche
- Wir sind ein Geschehen, das alle Menschen fället (Johannes von Tepl). In: Gunzelin Schmid Noerr (Hrsg.), Metamorphosen der Aufklärung. Vernunftkritik heute. edition diskord, Tübingen 1988, ISBN 3-89295-527-1.
- Simulierte Philosophie. In: Vorschrift und Autonomie. Zur Zivilisationsgeschichte der Moral, hrsg. von Gerhard Gamm und Gerd Kimmerle, Tübingen 1989, ISBN 3-89295-536-0.
- Metaphysische Fransen. In: Ethik und Ästhetik. Nachmetaphysische Perspektiven, hrsg. von Gerhard Gamm und Gerd Kimmerle, Tübingen 1990, ISBN 3-89295-541-7.
- Gehrungen, Tübingen 2000, ISBN 3-00-005263-1.
- Der Hodscha und die Metaphysik des Problems, Tübingen 2000, ISBN 3-00-005264-X.
- Verteidigung des individuellen Lebens - Hommage à Ernesto Grassi, Titelbild des I. Jahrbuchs für Lebensphilosophie, hrsg. von Robert Josef Kozljanič, München 2005, ISBN 3-937656-05-7.
- Schopenhauer, Titelbild des IV. Jahrbuchs für Lebensphilosophie, hrsg. von Robert Josef Kozljanič, München 2008, ISBN 978-3-937656-09-0.
- Platons Symposion. Bilder, Gehrungen, Tübingen 2008, ISBN 978-3-00-023886-4.

| Controllo di autorità | VIAF (EN) 109306052 · ISNI (EN) 0000 0001 0932 937X · LCCN (EN) n84046069 · GND (DE) 118013602 · BNF (FR) cb120294097 (data) · J9U (EN, HE) 987007317827305171 |